# Cleopas Dlamini
Cleopas Sipho Dlamini (26 de dezembro de 1952) é um empresário de Essuatíni e o décimo segundo primeiro-ministro do país, desde 19 de julho de 2021.
Ele substituiu Themba N. Masuku, que ocupava o cargo de interino, após a morte, em dezembro de 2020, do antigo titular do cargo Ambrose Mandvulo Dlamini. Antes de ser nomeado primeiro-ministro, Cleopas era o diretor executivo do Fundo de Pensão Pública do Reino de Essuatíni. Ele também foi senador no Senado de Essuatíni.

## Primeiro Ministro de Essuatíni
Em 16 de julho de 2021, em uma sibaya realizada no Palácio Real Ludzidzini, cerca de 20 quilômetros ao sul de Mebabane, o Rei Mswati III, anunciou a nomeação de Cleopas Dlamini como o próximo primeiro-ministro. O novo primeiro-ministro fez o juramento de posse em 19 de julho de 2021 e também jurou como membro do Parlamento de Essuatíni. Ele presidiu sua primeira reunião do gabinete na manhã de 20 de julho de 2021.